# Campionati oceaniani di badminton 2015
I Campionati oceaniani di badminton 2015 si sono svolti a North Harbour, in Nuova Zelanda, dal 12 al 15 febbraio 2015. È stata la 10ª edizione del torneo, organizzato dalla Badminton Oceania.

## Podi
| Evento              | Oro                             | Argento                                            | Bronzo                            |
| Singolare maschile  | Daniel Guda                     | Luke Charlesworth                                  | Michael Fariman                   |
| Singolare maschile  | Daniel Guda                     | Luke Charlesworth                                  | Ashwant Gobinathan                |
| Singolare femminile | Wendy Chen Hsuan-yu             | Joy Lai                                            | Talia Saunders                    |
| Singolare femminile | Wendy Chen Hsuan-yu             | Joy Lai                                            | Jennifer Tam                      |
| Doppio maschile     | Matthew Chau / Sawan Serasinghe | Kevin James Dennerly-Minturn / Oliver Leydon-Davis | Maoni Hu He Kent Palmer           |
| Doppio maschile     | Matthew Chau / Sawan Serasinghe | Kevin James Dennerly-Minturn / Oliver Leydon-Davis | Anthony Joe Pit Seng Low          |
| Doppio femminile    | Leanne Choo / Gronya Somerville | Talia Saunders / Jennifer Tam                      | Emma Chapple Danielle Tahuri      |
| Doppio femminile    | Leanne Choo / Gronya Somerville | Talia Saunders / Jennifer Tam                      | Wendy Chen Hsuan-yu Louisa Ma     |
| Doppio misto        | Robin Middleton Leanne Choo     | Oliver Leydon-Davis Danielle Tahuri                | Matthew Chau Gronya Somerville    |
| Doppio misto        | Robin Middleton Leanne Choo     | Oliver Leydon-Davis Danielle Tahuri                | RaMichael Farimanm Talia Saunders |

## Medagliere
| Pos.   | Paese         | Oro | Argento | Bronzo | Totale |
| ------ | ------------- | --- | ------- | ------ | ------ |
| 1      | Australia     | 5   | 3       | 8      | 16     |
| 2      | Nuova Zelanda | 0   | 2       | 2      | 4      |
| Totale | Totale        | 5   | 5       | 10     | 25     |